# Ed Dueim
Ed Dueim (tiếng Ả Rập: الدويم) là một trong những thành phố lớn nhất dọc theo sông Nile Trắng ở Sudan.
Ed Dueim nằm trên bờ tây của sông Nile Trắng, giữa Khartoum và Kosti. Trường Đại học Bakht nằm ở phía bắc của thành phố. Trường đại học đã đóng một vai trò quan trọng trong việc thúc đẩy giáo dục trên toàn Sudan. Nó được biết đến với khóa học kéo dài hai năm có tên Al Sanatain, nhằm chuẩn bị cho các giáo viên đến trường giảng dạy.

## Khí hậu
Ed Dueim có khí hậu sa mạc nóng (phân loại khí hậu Köppen BWh).
| Dữ liệu khí hậu của Ed Dueim (1961–1990) | Dữ liệu khí hậu của Ed Dueim (1961–1990) | Dữ liệu khí hậu của Ed Dueim (1961–1990) | Dữ liệu khí hậu của Ed Dueim (1961–1990) | Dữ liệu khí hậu của Ed Dueim (1961–1990) | Dữ liệu khí hậu của Ed Dueim (1961–1990) | Dữ liệu khí hậu của Ed Dueim (1961–1990) | Dữ liệu khí hậu của Ed Dueim (1961–1990) | Dữ liệu khí hậu của Ed Dueim (1961–1990) | Dữ liệu khí hậu của Ed Dueim (1961–1990) | Dữ liệu khí hậu của Ed Dueim (1961–1990) | Dữ liệu khí hậu của Ed Dueim (1961–1990) | Dữ liệu khí hậu của Ed Dueim (1961–1990) | Dữ liệu khí hậu của Ed Dueim (1961–1990) |
| Tháng                                    | 1                                        | 2                                        | 3                                        | 4                                        | 5                                        | 6                                        | 7                                        | 8                                        | 9                                        | 10                                       | 11                                       | 12                                       | Năm                                      |
| ---------------------------------------- | ---------------------------------------- | ---------------------------------------- | ---------------------------------------- | ---------------------------------------- | ---------------------------------------- | ---------------------------------------- | ---------------------------------------- | ---------------------------------------- | ---------------------------------------- | ---------------------------------------- | ---------------------------------------- | ---------------------------------------- | ---------------------------------------- |
| Cao kỉ lục °C (°F)                       | 39.0 (102.2)                             | 43.0 (109.4)                             | 44.8 (112.6)                             | 45.5 (113.9)                             | 46.3 (115.3)                             | 45.4 (113.7)                             | 44.3 (111.7)                             | 42.0 (107.6)                             | 42.5 (108.5)                             | 42.6 (108.7)                             | 40.5 (104.9)                             | 40.0 (104.0)                             | 46.3 (115.3)                             |
| Trung bình ngày tối đa °C (°F)           | 31.3 (88.3)                              | 33.2 (91.8)                              | 37.3 (99.1)                              | 40.1 (104.2)                             | 41.2 (106.2)                             | 39.5 (103.1)                             | 36.2 (97.2)                              | 34.6 (94.3)                              | 36.5 (97.7)                              | 38.1 (100.6)                             | 35.4 (95.7)                              | 32.2 (90.0)                              | 36.3 (97.3)                              |
| Trung bình ngày °C (°F)                  | 23.8 (74.8)                              | 25.5 (77.9)                              | 28.7 (83.7)                              | 31.7 (89.1)                              | 32.9 (91.2)                              | 32.4 (90.3)                              | 30.6 (87.1)                              | 29.1 (84.4)                              | 30.2 (86.4)                              | 31.2 (88.2)                              | 28.2 (82.8)                              | 25.1 (77.2)                              | 29.1 (84.4)                              |
| Tối thiểu trung bình ngày °C (°F)        | 16.3 (61.3)                              | 17.7 (63.9)                              | 20.0 (68.0)                              | 23.4 (74.1)                              | 24.3 (75.7)                              | 25.3 (77.5)                              | 25.0 (77.0)                              | 23.6 (74.5)                              | 23.9 (75.0)                              | 24.3 (75.7)                              | 21.0 (69.8)                              | 17.9 (64.2)                              | 21.9 (71.4)                              |
| Thấp kỉ lục °C (°F)                      | 9.0 (48.2)                               | 10.0 (50.0)                              | 13.4 (56.1)                              | 14.0 (57.2)                              | 18.3 (64.9)                              | 16.7 (62.1)                              | 18.0 (64.4)                              | 13.3 (55.9)                              | 16.2 (61.2)                              | 16.9 (62.4)                              | 12.0 (53.6)                              | 7.7 (45.9)                               | 7.7 (45.9)                               |
| Lượng Giáng thủy trung bình mm (inches)  | 0.0 (0.0)                                | 0.0 (0.0)                                | 0.1 (0.00)                               | 0.1 (0.00)                               | 5.8 (0.23)                               | 22.1 (0.87)                              | 65.8 (2.59)                              | 99.6 (3.92)                              | 38.1 (1.50)                              | 5.2 (0.20)                               | 0.4 (0.02)                               | 0.0 (0.0)                                | 274.0 (10.79)                            |
| Số ngày giáng thủy trung bình (≥ 0.1 mm) | 0.0                                      | 0.0                                      | 0.0                                      | 0.1                                      | 1.2                                      | 2.6                                      | 5.9                                      | 6.8                                      | 3.1                                      | 1.0                                      | 0.1                                      | 0.0                                      | 20.8                                     |
| Độ ẩm tương đối trung bình (%)           | 31                                       | 26                                       | 22                                       | 21                                       | 26                                       | 36                                       | 51                                       | 58                                       | 50                                       | 39                                       | 30                                       | 34                                       | 35.3                                     |
| Nguồn: NOAA                              |                                          |                                          |                                          |                                          |                                          |                                          |                                          |                                          |                                          |                                          |                                          |                                          |                                          |